# Antonio Llanos (botánico)

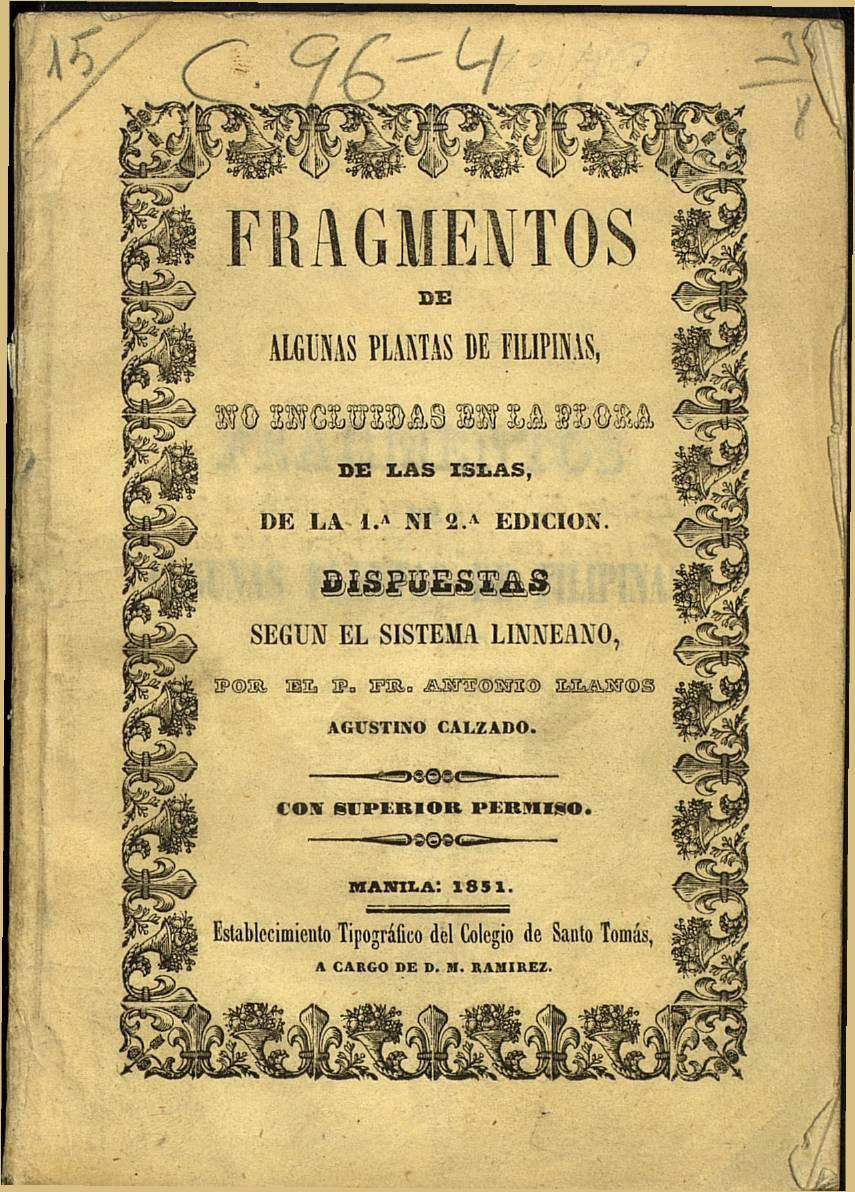
Fragmentos de algunas plantas de Filipinas... (1851)

Antonio Llanos Aller (Sariegos, León, 22 de noviembre de 1806 - Calumpit, Filipinas, 10 de diciembre de 1881) fue un botánico y sacerdote español.

## Biografía
Estudió con los PP. Escolapios en el Colegio de las Escuelas Pías de León. En 1826 ingresó en la orden de San Agustín en el Colegio de PP. Agustinos calzados de Valladolid donde terminó sus estudios, y en 1829 siendo aún diácono salió para Filipinas presidiendo una misión compuesta de 10 religiosos. En Manila conoció al Padre Francisco Manuel Blanco autor de la Flora de Filipinas (Manila, 1837).
Realizó añadidos a la monumental Flora de Filipina del Padre Blanco, con sus obras Fragmentos de algunas Plantas de las Islas Filipinas no incluidas en la Flora de las islas, 1851 y Nuevo apéndice o suplemento a la Flora de Filipinas, 1857. Aparte de sus aportaciones al mundo de la botánica, realizó además observaciones pluviométricas en Manila y en Calumpit, mediciones topográficas del monte Aráyat, estudios de fósiles marinos de Filipinas, entre otras.
Fue miembro de la Real Academia de las Ciencias de Madrid y de la Real Sociedad Económica de Amigos del País de Filipinas e Inspector del Jardín botánico de Manila. El prestigio nacional e internacional le vino por parte del reconocimiento de otros botánicos y de premios en la Exposición Universal de París de 1867, y en la de Filadelfia de 1876.

## Publicaciones
- Fragmentos de algunas plantas de Filipinas, no incluidas en la flora de las islas, de la primera ni segunda edición (Manila, 1851)
- Appendix sive tentameli aliud novi supplementi ad Floram-Insulario Fhilippinarum secunda editionis, cum Revisione aliquorum generum quoc in eà continentur (Anales de la Real Academia de Ciencias de Madrid, 1858)
- Publicaciones en la Revista de los progresos de las Ciencias exactas, físicas y naturales de Madrid de la Real Academia de las Ciencias de Madrid:

- Descripción de Gynocephalium Luzoniense (1865)
- Descripción de Govanlesia Malulucban (1865)
- Descripción de Pennisetum alopecuroideum (1865)
- Descripción de Mimusops erythroxylon (1873)
- Descripción de fósiles marinos de Filipinas (1863)
- etc....

- Descripción y lámina del pino de los montes de Mancayan (Nuevo Giornale Botánico Italiano, VOL. VII, núm. 3, Julio de 1875)

- La abreviatura «Llanos» se emplea para indicar a Antonio Llanos como autoridad en la descripción y clasificación científica de los vegetales.[1]